# NHL Entry Draft 1997
1997 NHL Entry Draft var den 35:e NHL-draften. Den ägde rum 27 juni 1997 i Civic Arena, numera känd som Mellon Arena, som ligger i Pittsburgh, Pennsylvania, USA.
Boston Bruins var först ut att välja spelare och de valde Joe Thornton.